# 830 Петрополитана
830 Петрополитана (енгл. 830 Petropolitana) је астероид. Приближан пречник астероида је 41,22 , 
а средња удаљеност астероида од Сунца износи 3,210 астрономских јединица (АЈ). 
Инклинација (нагиб) орбите у односу на раван еклиптике је 3,818 степени, а орбитални период износи 2101,220 дана (5,752 година). Ексцентрицитет орбите астероида износи 0,061. 
Апсолутна магнитуда астероида износи 9,10 а геометријски албедо 0,238.
Астероид је откривен 25. августа 1916. године.